# 榆葉癭蚜
榆葉癭蚜（学名：Eriosoma (Schizoneura）为綿癭蚜科榆癭蚜屬下的一个种。